# Hermannia guerkeana
Hermannia guerkeana är en malvaväxtart som beskrevs av K. Schum och Schinz. Hermannia guerkeana ingår i släktet Hermannia och familjen malvaväxter. Inga underarter finns listade i Catalogue of Life.